# The Settlers III
The Settlers III (niem. Die Siedler III) – komputerowa strategiczna gra czasu rzeczywistego, wydana przez Blue Byte Software w 1998. Do tworzenia jej powrócił twórca pierwszej części - Volker Wertich, który wprowadził pewne zmiany w stosunku do swojej pierwotnej koncepcji. Jest to kolejna gra z serii The Settlers osadzona w starożytności. Gracz kieruje w niej jednym z wybranych przez siebie ludów – Rzymianami, Egipcjanami lub Azjatami.
Gra w założeniach jest podobna do poprzednich części serii. Największą zmianą było zrezygnowanie ze ścieżek łączących budynki z jednej osady. Nowością w stosunku do poprzednich gier z serii było też wprowadzenie do rozgrywki bogów, których kult jest nagradzany między innymi dodatkowymi surowcami, specjalnymi wojskami i plagami spadającymi na wroga.
Do gry The Settlers III ukazało się rozszerzenie Quest of the Amazons (w Polsce wydane jako Misja Amazonek) oraz Mission CD (Nowe Misje).

## Rozgrywka
Gracz ma do dyspozycji trzy kampanie, w których kieruje kolejno Rzymianami, Egipcjanami i Azjatami (w dodatku do gry znalazła się również czwarta kampania, w której gracz kontroluje naród Amazonek). W większości misji należy rozwijać ekonomię osady/osad, rozbudować armię, a następnie podbić osady przeciwników (broniąc jednocześnie swojej osady). Podboju dokonuje się, zdobywając wszystkie wrogie fortyfikacje. W niektórych misjach wystarczą mniejsze dokonania, na przykład pokonanie tylko jednego z kilku przeciwników, zajęcie wyznaczonego terytorium czy też wykonanie jakiegoś zadania ekonomicznego (na przykład zgromadzenie określonej ilości danego towaru).
W The Settlers III gracz wykorzystuje środowisko naturalne do budowy gospodarki. Na przykład w górach gracz może wydobywać surowce, a drewno pozyskuje się poprzez eksploatację lasów. Surowce są wymagane do postawienia budynków wspomagających rozwój osady. Każda nacja ma charakterystyczne dla siebie budynki. W budowlach produkuje się jednostki o różnych specjalnościach, na przykład żołnierze strzegący granic czy robotnicy odpowiedzialni za budowę.

## Wydanie w Polsce
W Polsce grę dystrybuował CD Projekt; pierwsze deklaracje wydawcy dotyczyły sprzedaży w kraju 6 tysięcy sztuk, lecz ostatecznie zakupiono 8 tysięcy po lepszej cenie jednostkowej. Gra sprzedała się bardzo dobrze (po części dzięki ciekawemu zabezpieczeniu antypirackiemu – w nieoryginalnej wersji gry, huty zamiast żelaza produkowały świnie).